# Centre Médical Heliporté (Lierneux)
Das Centre Médical Héliporté de Bra-sur-Lienne (übersetzt etwa: Zentrum für Luftrettung aus Bra-sur-Lienne), abgekürzt CMH, ist ein Luftrettungsdienst mit Sitz in der belgischen Gemeinde Lierneux in der östlichen Provinz Lüttich. Das CMH betreibt den einzigen Rettungshubschrauber in Belgien, der rund um die Uhr besetzt ist.
Pro Jahr zählt das CMH etwa 1500 Einsätze, davon 60 Prozent in der Provinz Lüttich, 35 Prozent in der Provinz Luxemburg und 5 Prozent in der Provinz Namur.

## Funktionsweise
Das CMH ist eine Vereinigung ohne Gewinnerzielungsabsicht (VoG). Sie erhält keine feste staatliche Förderung oder Unterstützung und finanziert sich über Spenden und jährliche Mitgliedschaften für Einzelpersonen oder Familien. Mitgliedern wird bei einem Rettungseinsatz als Gegenleistung die Differenz der Kassenleistungen durch das CMH übernommen, wodurch ein Einsatz für betroffene Mitglieder faktisch kostenfrei ist. Über den Einsatz des Rettungshubschraubers entscheidet jedoch allein die Rettungsleitstelle.
Derzeit zählt das CMH über 168.000 Mitgliedschaften.
Die Besatzung des Rettungshubschraubers besteht stets aus einem Piloten, einem Notfallmediziner bzw. Notarzt und einem Krankenpfleger mit Spezialisierung in Notfallmedizin und Intensivpflege. Das medizinische Personal arbeitet in 24-Stunden-Schichten, die Piloten in 12-Stunden-Schichten. Durchschnittlich absolviert das CMH vier Einsätze pro Tag.

## Geschichte

Logo des CMH bis 2021

Das CMH wurde 1986 durch den Arzt Luc Maquoi unter dem Namen Spirit of Saint-Luc gegründet, verfügte aber bis 1997 nur über einen Rettungswagen. Seit 1997 verfügt das CMH über einen Helikopter, der in der ländlichen Region, in der die durchschnittliche Anfahrtszeit über den Landweg über 15 Minuten beträgt, die Effizienz des Rettungsdienstes deutlich steigerte. Erst 2003 folgte die Integration des CMH in den Rettungsleitstellen durch eine Partnerschaft mit dem Universitätskrankenhaus in Lüttich.

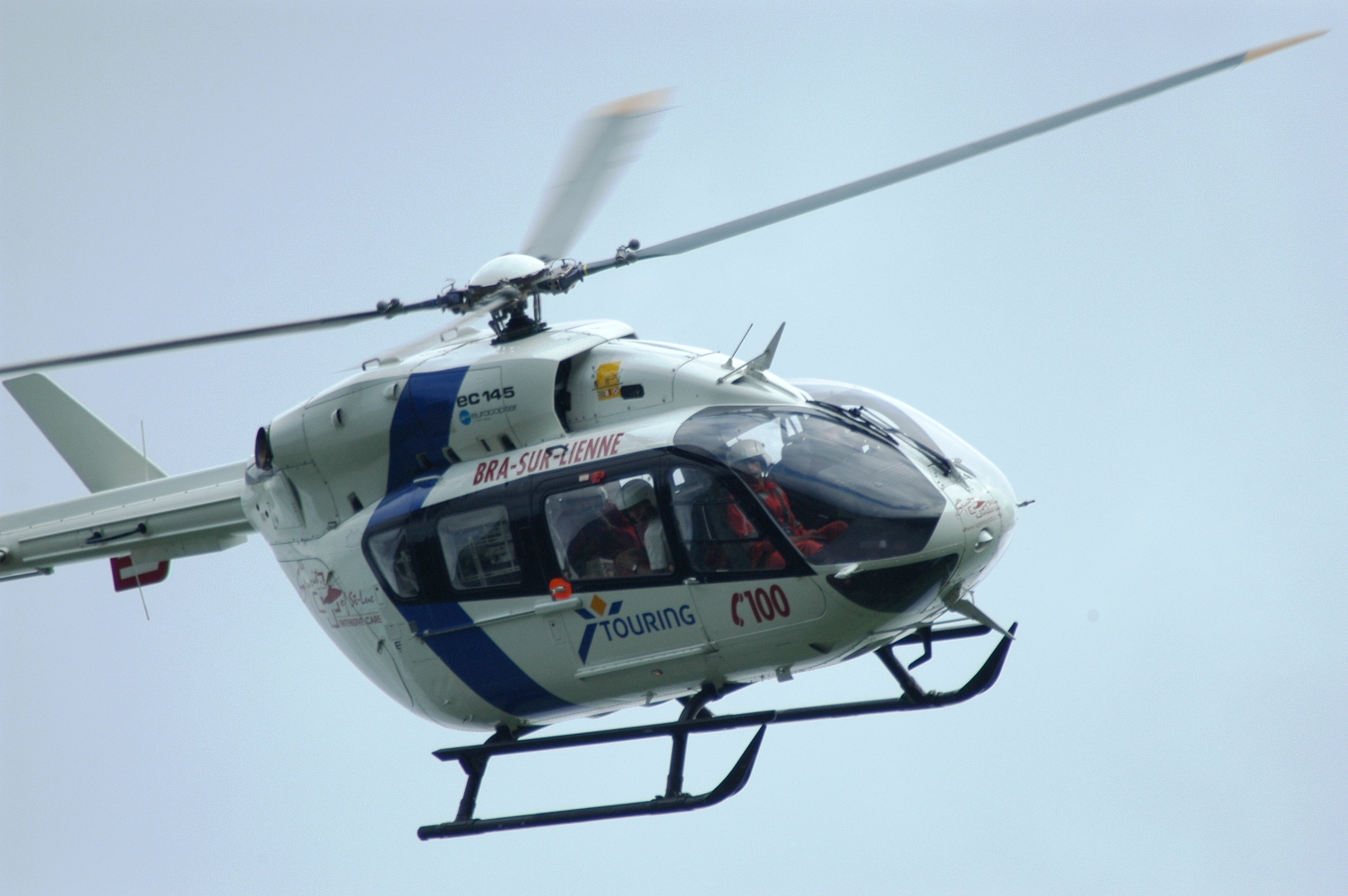
Eurocopter EC145 des CMH; von 2006 bis 2017 im Einsatz

Neben einem Rettungshubschrauber verfügt das CMH über ein Notarzteinsatzfahrzeug. So ist das medizinische Personal auch bei Wetterlagen, die einen Flugbetrieb nicht zulassen, einsatzfähig.
2009 hat das CMH damit begonnen, in Kooperation mit Gemeinden und Sportvereinen Fußball- und anderweitige Sportplätze im Einsatzgebiet technisch so aufzurüsten, dass die Spielfeldbeleuchtungen von der Helikopter-Besatzung ferngesteuert werden können. So stehen auch bei Nacht sichere Landeflächen zur Verfügung. Stand 2019 konnten bereits 118 Spielfelder aufgerüstet werden. Das Projekt ist europaweit einzigartig.
Seit 2019 begleitet der belgische Fernsehsender RTL-TVI in regelmäßigen Abständen dokumentarisch die Arbeit des CMH in der TV-Serie 112, Hélico d'urgence.
Bis 2026 soll das CMH seinen Standort innerhalb der Gemeinde Lierneux wechseln, um die Lärmbelästigung für die Anwohner zu reduzieren.

## Flotte
- 1997–2003: Sikorsky S-76 (Wiking)
- 2003–2006: AS 365 N2 (NHV)
- 2006–2017: EC145 (NHV)
- 2017–2021: EC145 C2 (NHV)
- seit 2021: H145 D3 (SAF)[8]